# Senecio erythropappus
Senecio erythropappus là một loài thực vật có hoa trong họ Cúc. Loài này được Bureau & Franch. miêu tả khoa học đầu tiên năm 1891.